# Encyclopedia of Ancient Christianity
L'Encyclopedia of Ancient Christianity [Encyclopédie du christianisme ancien] est un ouvrage en trois volumes qui présente l'histoire ancienne de la foi chrétienne dans le monde. Elle a été produite par l'Institutum Patristicum Augustinianum, éditée par Angelo Di Berardino et publiée par InterVarsity Press,. L'encyclopédie du christianisme ancien contient plus de trois mille entrées sur toutes sortes de sujets et de thèmes chrétiens tels que l'archéologie, l'art et l'architecture, la biographie, la culture, la doctrine, l'ecclésiologie, la géographie, l'histoire, la philosophie et la théologie,.
En 2014, l'encyclopédie a été traduite de l'italien Nuovo dizionario patristico e di antichita cristiane (2006-2008), produit par l'Institutum Patristicum Augustinianum, sous la direction d'Angelo Di Berardino, et elle met à jour et développe l'Encyclopedia of the Early Church de 1992 publiée par Oxford University Press et par James Clarke.

## Distinctions
- 2014 Midwest Publishing Association Award of Excellence (Recherche/référence)[6].
- 2014 Readers' Choice Awards Honorable Mention[6].